# Golovinmusiken
Golovinmusiken (katalognr. BeRI 1) kallas den musik som skrevs av den svenske tonsättaren Johan Helmich Roman till en fest 1728 hos det ryska sändebudet i Stockholm Nikolaj Golovin (1695–1745) med anledning av kröningen av den 12-årige tsar Peter II i Sankt Petersburg.  Den fullständiga titeln är Musique satt till en Festin hos Ryska Ministren Gref Gollowin. 
Verket består av 45 ofta korta satser, och är noterad på två eller tre notsystem. Liksom den mera kända Drottningholmsmusiken betecknas Golovinmusiken som en orkestersvit, men satserna kan också framföras med ett instrument per stämma, på samma sätt som satser i en triosonata, med till exempel violin, viola och violoncell. 
Verket är bevarat i handskrift och utgavs först 1992 av Ingmar Bengtsson (postumt) och medarbetare. Till denna utgåva har basstämman kompletterats med ett rekonstruerat generalbasackomanjemang för ett ackordinstrument (cembalo eller liknande). Enligt samtida praxis imroviserades detta i regel av exekutören. Även en pukstämma kan ha improviserats till vissa satser.

## Verket
- Johan Helmich Roman: Golovinmusiken. Utgivare: Ingmar Bengtsson och Lars Frydén, generalbas: Lars Hallgren, redaktionsassistenter: Göran Persson och Margareta Rörby. Stockholm:Edition Reimers, 1992: Libris 242666